# Volin
Volin város az USA Dél-Dakota államában, Yankton megyében. Lakosainak száma 158 fő (2020. április 1.).

## Népesség
A település népességének változása:

| 2010 | 161 |
| 2020 | 158 |